# Katia Ghedina
Katia Ghedina (15 ottobre 1967) è un'ex sciatrice alpina italiana.

## Biografia
Originaria di Cortina d'Ampezzo, Katia Ghedina era figlia di Adriana Dipol, la prima donna maestra di sci di Cortina d'Ampezzo morta nel 1985 in un incidente sciistico, ed è sorella di Kristian, a sua volta sciatore alpino. Specialista delle prove veloci, ai Campionati italiani vinse la medaglia d'argento nella combinata nel 1984 e ai Mondiali juniores di Jasná 1985 si classificò 13ª nella discesa libera; gareggiò in Coppa Europa e in Coppa del Mondo, disputando due gare a Val-d'Isère, e si ritirò nel 1985 in seguito alla morte della madre. Non prese parte a rassegne olimpiche né ottenne piazzamenti ai Campionati mondiali.

## Palmarès

### Campionati italiani
- 1 medaglia[3]:
  - 1 argento (combinata nel 1984)